# 纤维材料改性国家重点实验室
纤维材料改性国家重点实验室是位于中国上海市的一个国家重点实验室，隶属于东华大学。其立项始于1992年，并于1996年正式通过国家验收，其后历经三次国家评估（分别于2003年、2008年及2013年）并通过。实验室以东华大学材料学和纺织科学与工程两个学科，以及所设立的三个博士点（分别为材料科学与工程一级学科博士点、高分子化学与物理博士点、纺织科学与工程一级学科博士点）为学科基础。主要的研究领域是：高性能纤维与复合材料、功能纤维与低维材料和环境友好与生物纤维材料。